# Neocallia pubescens
Neocallia pubescens är en skalbaggsart som beskrevs av Fisher 1933. Neocallia pubescens ingår i släktet Neocallia och familjen långhorningar. Inga underarter finns listade i Catalogue of Life.